# ألبير الثاني (أمير موناكو)
ألبير الثاني (بالفرنسية: Albert II)‏ أو ألبير ألكسندر لوي بيار غريمالدي (14 مارس 1958 -)، أمير موناكو من 6 أبريل 2005. هو ابن أمير موناكو الأسبق رينيه الثالث والأميرة غريس كيلي.

## الروابط
- لأمير كيفن نيريري

## إصابة البير الثاني بفايروسكورونا(كوفيد-١٩)
أعلن القصر، الخميس 19 مارس من عام 2020، أن الأمير ألبير الثاني أمير موناكو ثبتت إصابته بفيروس كورونا المستجد. وقال القصر إن الأمير بمقدوره مواصلة العمل من مقرّه الخاص، وأن «وضعه الصحي لا يثير أي قلق». وأوضح البيان الصادر من قصر موناكو أن «الأمير خضع للفحوص في بداية الأسبوع، وجاءت النتيجة إيجابية». وقبل ثلاثة أيام، أصيب وزير الدولة في موناكو، ما يعادل رئيس الوزراء، سيرج تيل، بالفيروس. وحث ألبير في البيان سكان إمارته المتوسطية الصغيرة على احترام إجراءات العزل. وفي 31 مارس تعافى الأمير بالكامل من الفيروس مع استمرار تطبيقه للحجر الصحي مع عائلته 

## روابط خارجية
- ألبير الثاني من موناكو على موقع IMDb (الإنجليزية)
- ألبير الثاني من موناكو على موقع الموسوعة البريطانية (الإنجليزية)
- ألبير الثاني من موناكو على موقع مونزينجر (الألمانية)
- ألبير الثاني من موناكو على موقع ميوزك برينز (الإنجليزية)
- ألبير الثاني من موناكو على موقع إن إن دي بي (الإنجليزية)
- ألبير الثاني من موناكو على موقع ديسكوغز (الإنجليزية)
- ألبير الثاني من موناكو على موقع قاعدة بيانات الفيلم (الإنجليزية)
- ألبير الثاني من موناكو على موقع اللجنة الأولمبية الدولية (الإنجليزية)
- ألبير الثاني من موناكو على موقع أوليمبيديا (الإنجليزية)